# Sloe Gin (album)

Sloe Gin est le septième album studio de Joe Bonamassa, sorti en 2007.

## Liste des titres
1. Ball Peen Hammer (Chris Whitley cover)
2. One of These Days (Ten Years After cover)
3. Seagull (Bad Company cover)
4. Dirt in My Pocket
5. Sloe Gin (Tim Curry cover)
6. Another Kind of Love (John Mayall cover)
7. Around the Bend
8. Black Night (Charles Brown cover)
9. Jelly Roll" (John Martyn cover)
10. Richmond
11. India